# Cuando fui mayor
Cuando fui mayor es una película italiana del año 1987 dirigida por el cineasta italiano Franco Amurri, con Achille Manzotti como productor. Es una comedia con Renato Pozzetto.

## Reparto
| Actor             | Personaje                               |
| ----------------- | --------------------------------------- |
| Renato Pozzetto   | Marco adulto                            |
| Joska Versari     | Marco niño                              |
| Giulia Boschi     | Francesca, maestra de primaria de Marco |
| Alessandro Haber  | Claudio, el padre de Marco              |
| Ottavia Piccolo   | Anna, la madre de Marco                 |
| Gaia Piras        | Silvietta, hermana de Marco             |
| Giampiero Bianchi | Nicola, el tío de Marco                 |

## Localización
La localización principal de la película es Roma.